# 開村
開村（ひらきむら）は、福岡県三池郡にあった村。現在のみやま市の一部。

## 地理
矢部川下流の左岸に位置していた。

## 歴史
- 1889年（明治22年）4月1日 - 町村制の施行により、三池郡北新開村、南新開村、黒崎開村、永治村が合併して村制施行し、開村が発足[1][2]。
- 1895年（明治28年）- 農会、漁業組合を設立[1]。
- 1912年（明治45年）- 有限責任開村信用組合設立[1]
- 1942年（昭和17年）4月1日 - 三池郡高田村に編入され廃止[1][2]。